# Namuka-i-Lau
Namuka-i-Lau ist eine langgestreckte Insel vulkanischen Ursprungs im Lau-Archipel im Pazifischen Ozean. Politisch gehört sie zur Eastern Division des Inselstaates Fidschi. 

## Geographie
Namuka-i-Lau liegt im Süden des Lau-Archipels, 33 km nordöstlich von Kabara, 35 km nördlich von Fulaga sowie 30 km südwestlich von Moce. Sie ist 6,5 km lang, bis zu 1,5 km breit und weist eine Fläche von rund 5 km² auf. Die dicht bewaldete Insel ist bis auf einen Abschnitt im Nordwesten vollständig von einem Korallenriff umsäumt und erreicht eine Höhe von 79 m über dem Meer. An der markanten Bucht im Süden der Insel liegt das einzige Dorf, Namuka, das administrativ zum traditionellen Distrikt Kabara der Provinz Lau gehört.

## Persönlichkeiten
Der Offizier, Polizist und Diplomat Esala Teleni wurde auf Namuka-i-Lau geboren.